# Station Tarn
Der Station Tarn (englisch für Stationskarsee) ist ein kleiner Süßwassersee an der Ingrid-Christensen-Küste des ostantarktischen Prinzessin-Elisabeth-Lands. In den Vestfoldbergen liegt er nahe dem westlichen Ende der Breidnes-Halbinsel.
Wissenschaftler der Australian National Antarctic Research Expeditions benannten ihn nach der benachbarten Davis-Station.